# Saint-Mars-sous-Ballon
Saint-Mars-sous-Ballon is een plaats en voormalige gemeente in het Franse departement Sarthe (regio Pays de la Loire) en telt 622 inwoners (1999). De plaats maakt deel uit van het arrondissement Le Mans. Saint-Mars-sous-Ballon is op 1 januari 2016 gefuseerd met de gemeente Ballon tot de gemeente Ballon-Saint Mars. 

## Geografie
De oppervlakte van Saint-Mars-sous-Ballon bedraagt 18,3 km², de bevolkingsdichtheid is 34,0 inwoners per km².
De onderstaande kaart toont de ligging van Saint-Mars-sous-Ballon met de belangrijkste infrastructuur en aangrenzende gemeenten.

## Demografie
Onderstaande figuur toont het verloop van het inwonertal (bron: INSEE-tellingen).